# Ponte di Hermann
Il ponte di Hermann (o legge di Hermann) è un fenomeno prosodico che prende il nome dal filologo tedesco Johann Gottfried Jakob Hermann (1772-1848), che lo enunciò nel 1805, e riguarda la metrica dell'esametro dattilico in greco antico.

## Enunciazione
Hermann osservò i fenomeni riguardanti le cesure dell'esametro durante la preparazione della sua edizione dei testi orfici (in particolare degli Inni), e nella sua edizione scrisse:
Hanc igitur non nisi rarissime admiserunt.»
Dunque non ammisero questa cesura, se non molto di rado.»
(Orphica, recensuit Godofredus Hermannus, Lipsiae 1805, p. 692)
Il ponte di Hermann proibisce quindi la fine di parola tra il primo e il secondo elemento breve del quarto piede dattilico:

## Applicazione
Il ponte di Hermann presenta rarissime eccezioni in Omero (secondo uno studio di Mario Cantilena si tratta di 66 casi, pari allo 0,24% del totale). Un esempio di violazione:
πολλὰ δ᾽ ἄρ᾽ ἔνθα καὶ ἔνθ᾽ ἴθυσε μάχη πεδίοιο (Iliade, VI, 2).
Esso, inoltre, viene generalmente rispettato anche dai poeti ellenistici, in particolare da Callimaco, che lo applica molto rigorosamente, così come, più di cinque secoli dopo, Nonno di Panopoli.